# Problemlösetraining
Das Problemlösetraining von D'Zurilla und Goldfried gehört zu den Standardinterventionstechniken der kognitiven Verhaltenstherapie. Es geht hierbei um den Erwerb adäquater Strategien und Handlungsmöglichkeiten zur schnelleren und effektiveren Lösung eines Problems. Es ist didaktisch stark strukturiert.

## Problemlöseschritte
Formalisiert lassen sich laut D'Zurillia und Goldfried (1971) folgende 5 Problemlöseschritte unterscheiden:
1. Allgemeine Problemorientierung
2. Beschreiben des Problems
3. Erstellen von Alternativen
4. Treffen einer Entscheidung
5. Anwendung und Überprüfung

Dabei erfolgt zunächst einmal eine ausführliche Exploration zur Identifikation und genauen Definition des Problems. Anschließend werden mittels Brainstorming Ideen zu alternativen Bewältigungsmöglichkeiten gesammelt. Dabei ist es wichtig, dass alle Ideen zulässig sind und keine vorweg abgewertet werden darf. Hat man sich nun eine Liste von Bewältigungsmöglichkeiten erarbeitet, werden alle Optionen diskutiert und hinsichtlich ihrer Folgen und deren Auftrittswahrscheinlichkeit auf einer mehrstufigen Skala bewertet. Die hierbei vermeintlich beste Option wird nun nach Planung zur konkreten Umsetzung in vivo (d. h. in der Realität) ausprobiert und anschließend zusammen mit dem Therapeuten bezüglich der erzielten Veränderungen und Ergebnisse nochmals ausgewertet.

## Anwendungsgebiete
Es findet häufige Verwendung in der Familientherapie, bei der Rückfallprophylaxe von Schizophrenen, sowie bei psychosomatischen Patienten, dazu ganz allgemein, wenn erkennbar ist, dass die Probleme und Störungen eines Patienten in mangelnden Problemlösefähigkeiten begründet sind.